# Leskia flavescens
Leskia flavescens är en tvåvingeart som först beskrevs av Townsend 1929.  Leskia flavescens ingår i släktet Leskia och familjen parasitflugor. Inga underarter finns listade i Catalogue of Life.